# Persepolis Teheran
Persepolis (perz. پرسپوليس) je iranski nogometni klub iz Teherana. 
Službeno je osnovan u prosincu 1963. godine, no smatra ga se nasljednikom Šahin koji je osnovan 21 godinu ranije.
Nazvan je prema Perzepolisu, starovjekovnoj prijestolnici ahemenidskog Irana.
Sudjeluje u iranskoj prvoj nogometnoj lizi. Deseterostruki je osvajač državnog prvenstva, peterostruki osvajač kupa, te pobjednik Azijskog kupa (1991.).
Klub su vodila trojica hrvatskih trenera: Stanko Poklepović (1994. – 1997.), Vinko Begović (2003. – 2004.) i Zlatko Kranjčar (2009.). Deseti naslov nakon devet godina čekanja osvojili su 2017. godine, osiguravši ga pobjedom tri kola prije kraja. Uspjehu je pridonijela kolonija hrvatskog osoblja: trener Branko Ivanković, pomoćni trener Sreten Ćuk, trener vratara Igor Panadić, kondicijski trener Marko Stilinović, ali i vratar Persepolisa Božidar Radošević.
Najveći gradski i državni rival Persepolisu je Esteglal Teheran.

## Vanjske poveznice
- (perz.) Službene klupske stranice  Arhivirana inačica izvorne stranice od 29. siječnja 2010. (Wayback Machine)
- (engl.) Perzijska nogometna liga
- (engl.) Statistike iranske profesionalne lige